# Maciej Mielżyński (powstaniec śląski)
Maciej Ignacy Mielżyński, ps. „Nowina-Doliwa” (ur. 13 października 1869 w Chobienicach, zm. 9 stycznia 1944 w Wiedniu) – hrabia herbu Nowina, podpułkownik kawalerii Wojska Polskiego, polski działacz narodowy w Wielkopolsce i na Górnym Śląsku. Naczelny wódz III powstania śląskiego, współzałożyciel Stronnictwa Polskiego na Górnym Śląsku.

## Życiorys
Jego ojciec, hr. Karol Ignacy Mielżyński, był ziemianinem z Chobienic w powiecie wolsztyńskim, w Wielkopolsce. Matka Emilia pochodziła z rodu hrabiów Bnińskich. Młodszym bratem Macieja był Ignacy Mielżyński. Jego rodzina należała do najbogatszych w Wielkopolsce. Ukończył szkołę średnią w Lesznie, potem studiował prawo i malarstwo w Monachium. Odbył służbę wojskową w armii niemieckiej w latach 1894–1898, a następnie w latach 1898–1914 odbywał praktyki rolnicze w Będlewie i Dakowach Mokrych. W latach 1903–1914 był posłem do Reichstagu. W okresie 1904–1910 był prezesem Klubu Wioślarskiego z roku 1904 w Poznaniu.
Maciej Mielżyński 21 grudnia 1913 w Dakowach Mokrych zastrzelił zdradzającą go żonę Felicję z Potockich oraz jej siostrzeńca i kochanka – hr. Alfreda Miączyńskiego. Niesnaski w małżeństwie trwały od 1902, oboje dłuższy czas żyli osobno z uwagi na zdrady żony. W trakcie pozornej poprawy sytuacji Mielżyński odkrył odwiedzającego żonę Miączyńskiego i zabił kochanków. W lutym 1914 przed sądem przysięgłych stwierdzono, że popełnił czyn w stanie największego rozdrażnienia i działał w szale. Werdyktem ławy przysięgłych było to zabójstwo w afekcie, w związku z czym Mielżyński został uniewinniony i natychmiast zwolniony. Mimo tego stosowany był wobec niego w Wielkopolsce bojkot towarzyski.
W 1909 posiadał wsie rycerskie: Chobienice, Godziszewo, Grońsko i Nieborze w powiecie babimojskim rejencji poznańskiej w Wielkim Księstwie Poznańskim.
W 1909 zaczął interesować się sprawami górnośląskimi, politycznie związał się z endecją. Kupił też wydawnictwo Karola Miarki seniora w Mikołowie. I wojnę światową spędził w szeregach armii niemieckiej. W 1920 wstąpił do Wojska Polskiego w stopniu majora. W styczniu 1921 został oddelegowany na Górny Śląsk (już jako podpułkownik kawalerii). Początkowo zastępca dowódcy, a od kwietnia 1921 dowódca tajnej organizacji wojskowej Dowództwo Obrony Plebiscytu (DOP). W chwili wybuchu III powstania śląskiego DOP został przekształcony w Naczelną Komendę Wojsk Powstańczych, a Mielżyński decyzją Wojciecha Korfantego, dyktatora III powstania śląskiego stanął na czele wojsk powstańczych. 31 maja 1921 został odwołany z zajmowanego stanowiska i zastąpiony przez K.Zentkellera, pod koniec 1921 przeniesiony w stan spoczynku.
W 1924 był oficerem pospolitego ruszenia kawalerii 5 pułku ułanów w Ostrołęce, w stopniu podpułkownika ze starszeństwem z dniem 1 czerwca 1919. W 1927 objął majątek ziemski Gołębiewko pod Tczewem na Pomorzu Gdańskim, gdzie przebywał do 1939.

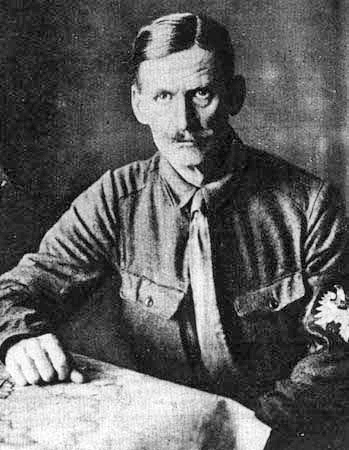
Maciej Mielżyński (ok. 1920)

Długoletni prezes Zjednoczonych Związków Powstańczych i Wojackich, honorowy członek Związku Powstańców Śląskich.
W czasie II wojny światowej mieszkał najpierw w Warszawie (1939–1940), a od 1940 w Wiedniu, pod nadzorem gestapo. Tam też zmarł w 1944 i został pochowany. Jego syn, Karol Maciej Mielżyński (1906–1994), artysta malarz, zamieszkał po wojnie w Kłodzku, zmarł w Poznaniu.

## Ordery i odznaczenia
- Krzyż Srebrny Orderu Virtuti Militari
- Krzyż Walecznych
- Złoty Krzyż Zasługi (20 grudnia 1927)[10]
- Krzyż na Śląskiej Wstędze Waleczności i Zasługi

## Twórczość

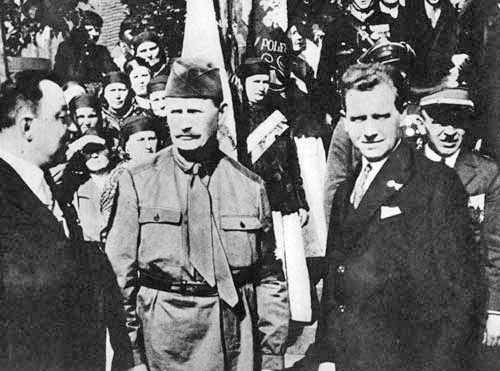
Maciej Mielżyński (w środku)

- Wspomnienia i przyczynki do historji III-go powstania górnośląskiego. Mikołów: nakładem autora, 1931.